# ケヴィン・ノーラン
ケヴィン・アンソニー・ジャンス・ノーラン（Kevin Anthony Jance Nolan, 1982年6月24日 - ）は、イングランド・リヴァプール出身の元サッカー選手、現サッカー指導者。現役時代のポジションはミッドフィールダー。

## 経歴
2015年8月27日にウェストハム・ユナイテッドFCとの契約を双方合意に基づき解除した。翌年1月21日、以前よりトレーニングに参加していたフットボールリーグ2のレイトン・オリエントFCと選手兼任監督として2年半の契約を結んだ。4月12日にアンディ・ヘッセンターラーに指揮官の座を譲り、シーズン終了後にクラブを退団した。
2017年1月12日、リーグ2で降格圏に対して勝ち点差1と迫るノッツ・カウンティFCの監督に招聘された。

## エピソード
- イングランド北西部マージーサイド州のリヴァプールに生まれ、14歳の頃には地元のチームに所属してサッカーに明け暮れていた。
- アイルランドとオランダの血も引いているため、イングランド・アイルランド・オランダの代表に選ばれることができた[6]。
- ゴールを決めた後、手を使って地味なセレブレーションを行う（チキンダンスと呼ばれる）。イエローカードをもらうことが多く、退場のシーンも良く見られる。
- 選手としての活動の傍ら、故郷リヴァプールのサッカークラブNicosiaのアシスタント・マネージャーも務めている。
- フィアンセとの間に2006年11月に娘、2010年1月に息子を授かった[7][8]。

## 所属クラブ
- ボルトン・ワンダラーズFC 1999-2009
- ニューカッスル・ユナイテッドFC 2009-2011
- ウェストハム・ユナイテッドFC 2011-2015
- レイトン・オリエントFC 2016.1-7

## 指導歴
- レイトン・オリエントFC 2016.1-4（選手兼任監督）
- ノッツ・カウンティFC 2017.1-2018.8

## タイトル

### クラブ
ニューカッスル
- フットボールリーグ・チャンピオンシップ : 2009-10

### 個人
- プレミアリーグ月間MVP : 2006.2[9]
- フットボールリーグ・チャンピオンシップ年間最優秀選手 : 2009-10
- サポーター選出フットボールリーグ・チャンピオンシップ月間MVP : 2009.10[10]
- PFA年間ベストイレブン : 2009-10[11]
- フットボールリーグ・チャンピオンシップ月間MVP : 2010.4